# René Coba Galarza
Segundo René Coba Galarza (Quito, 26 de septiembre de 1957) es un eclesiástico católico ecuatoriano, obispo de Ibarra.

## Biografía
Segundo René nació el día 26 de septiembre de 1957, en la ciudad ecuatoriana de Quito. Hijo de Segundo David Coba Ruiz y María Teresa Galarza Galarza.
Realizó su formación en el Seminario Menor de Quito. Luego, ingresó al Seminario Mayor, asistiendo a los cursos de la Pontificia Universidad Católica del Ecuador, donde realizó los estudios eclesiásticos, y donde obtuvo la licenciatura en Teología (1982), y la maestría (1985) en Teología pastoral.

### Sacerdocio
Su ordenación sacerdotal fue el 3 de julio de 1982, a manos del cardenal-arzobispo Pablo Muñoz Vega SJ.
Como sacerdote desempeñó los siguientes ministerios:
- Párroco de San Vicente Ferrer, de Cangahua (1982-1985).
- Capellán del Instituto Pérez Pallares (1982-1985).
- Párroco de San Juan Pablo Apóstol y Evangelista, en Chimbacalle-Quito (1985-2014).
- Profesor del I.P.R.E., de la Conferencia Ecuatoriana de Religiosos/as (CER; 1988).
- Asesor de la Pastoral de los Trabajadores de la Conferencia Episcopal Ecuatoriana (CEE; 1988-1990).
- Responsable de la Pastoral Sacerdotal (1983-2000).
- Director del Departamento del Clero de la CEE (1993-2000).
- Secretario ejecutivo de la Comisión episcopal para el Clero y la Vida consagrada de la CEE (1993-1998).
- Miembro del Colegio de Consultores (1996-2000).
- Secretario ejecutivo del Área Pueblo de Dios de la CEE; coordinador general de la Misión Nacional Jubileo 2000 (1996-2003).
- Vicario general (2003-2006).
- Catedrático en la Facultad de Teología de la Pontificia Universidad Católica del Ecuador.

## Episcopado

### Obispo auxiliar de Quito
El 7 de junio de 2006, el papa Benedicto XVI lo nombró obispo titular de Vegesela en Byzacena y obispo auxiliar de Quito. Fue consagrado el 11 de agosto del mismo año, en la Catedral Primada de Quito, a manos del arzobispo Raúl Vela Chiriboga.

### Obispo Castrense de Ecuador

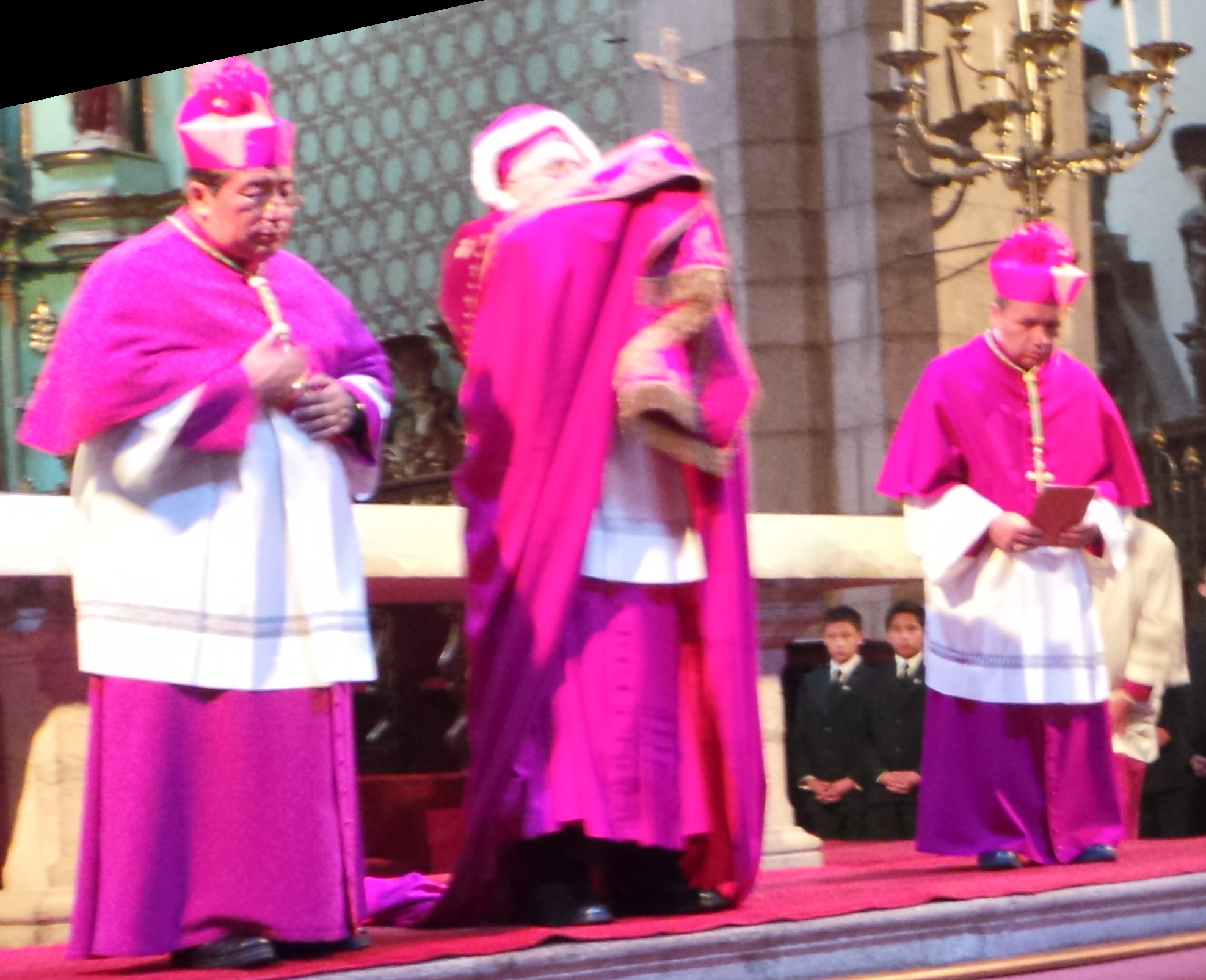
René Coba a la izquierda, durante la bendición del Lignum Crucis, en el Arrastre de Caudas de 2014.

El 18 de junio de 2014, fue nombrado obispo castrense del Ecuador, iniciando su oficio el 24 de septiembre del mismo año.
- Secretario general de la CEE; representante ante el CELAM (2014-2020).

- Asesor nacional episcopal de la Renovación Carismática (2016).
- Asesor Nacional de los Talleres de Oración (2016-2019).

### Obispo de Ibarra
El 12 de diciembre de 2019, el papa Francisco lo nombró obispo de Ibarra. Tomó posesión canónica el 1 de febrero del 2020, durante una ceremonia en la Catedral de Ibarra.